# Nicolás Capellino
Nicolás Capellino (Humberto Primo, 11 maggio 1989) è un calciatore argentino, attaccante dell'Iglesias.

## Carriera
Esordisce nel professionismo con la maglia dell'Atlético Rafaela, che lo aggrega alla propria prima squadra nel 2009; in particolare, l'anno seguente gioca le sue prime partite e segna i suoi primi gol in carriera, realizzando 2 reti in 20 incontri nella seconda serie argentina, dalla quale la sua squadra ottiene una promozione in massima serie. Tra il 2011 ed il 2013 gioca poi complessive 12 partite nella massima serie argentina sempre con l'Atlético de Rafaela, che nel gennaio del 2013 lo cede al Ferro Carril Oeste, formazione di seconda serie, con cui Capellino segna una rete in 8 presenze. Va poi a giocare allo Sp. Belgrano (SF), con cui realizza una rete in 4 presenze sempre nella medesima categoria.
Nell'ottobre del 2014 si trasferisce in Europa, andando a giocare nei marchigiani del Settempeda: disputa 7 partite nel campionato marchigiano di Promozione (segnandovi anche 2 reti) prima di passare nel dicembre del 2014 alla Maceratese, formazione di Serie D, con la quale vince il campionato ottenendo la promozione in Lega Pro.
Il 3 agosto 2015 si trasferisce al Cuneo, a sua volta neopromosso in Lega Pro; con la squadra piemontese nel corso della stagione 2015-2016 gioca una partita da titolare in Coppa Italia Lega Pro ed una in campionato (nel quale i biancorossi retrocedono in Serie D dopo aver perso i play-out). Nell'ottobre del 2016 si accasa al Bra, squadra di Serie D, con la quale nel corso della stagione 2016-2017 segna un gol in 17 partite di campionato. A fine stagione torna in patria allo Sportivo Belgrano; continua a giocare nella terza divisione argentina fino al 2022, quando torna in Italia.

## Palmarès

### Club

#### Competizioni nazionali
- Primera B Nacional: 1

Atlético de Rafaela: 2010-2011
- Serie D: 1

Maceratese: 2014-2015